# Nonantola
Nonantola är en ort och kommun i provinsen Modena i regionen Emilia-Romagna i Italien. Kommunen hade 16 122 invånare (2018).